# Afera żyrardowska
Afera żyrardowska – potoczne określenie procederu polegającego na sprzedaży majątku Skarbu Państwa za ułamek rzeczywistej wartości w listopadzie 1923, a następnie wyprowadzaniu majątku zakładów wyrobów lnianych w Żyrardowie (d. Towarzystwo Akcyjne Zakładów Żyrardowskich) przez francuski zarząd przedsiębiorstwa oraz bezskutecznych działań organów państwa w latach 1923–1934. Ujawnienie afery i aresztowanie zarządu spowodowało oziębienie stosunków francusko-polskich. Winni nie zostali ustaleni, gdyż nie odbył się proces sądowy.

## Tło
Zakłady w Żyrardowie na przełomie XIX i XX wieku były największą tego typu fabryką w Europie, a ich powstanie stało się przyczyną zbudowania współczesnego miasta. W czasie I wojny światowej wyposażenie fabryki zostało ewakuowane w głąb Imperium Rosyjskiego, a następnie po przewrocie bolszewickim znacjonalizowane przez RFSRR, ale po wojnie, pod zarządem państwowym, przedsiębiorstwo odbudowano. W listopadzie 1923 roku w okresie hiperinflacji marki polskiej akcje fabryki nabyła od Skarbu Państwa spółka należąca do francuskiego przemysłowca Marcela Boussaca za cenę znacznie niższą od kosztów powojennej odbudowy przedsiębiorstwa przez Skarb. Istotą afery w transakcji żyrardowskiej 1923 było przy sprzedaży Zakładów Żyrardowskich grupie Boussaca dwukrotne niezwaloryzowanie przez Skarb Państwa (mimo hiperinflacji) inwestycji poczynionych w latach 1919–1923 przez Skarb na odbudowę Zakładów, co spowodowało straty Skarbu w wysokości ponad 2,5 mln franków szwajcarskich (99% nakładów inwestycyjnych poniesionych na odbudowę). Za straty Skarbu Państwa wynikające z transakcji sprzedaży spółki obciążany był minister przemysłu i handlu Władysław Kucharski, który ostatecznie nie został pociągnięty do odpowiedzialności przed Trybunałem Stanu w 1924 r., broniony przez większość sejmową Chjenopiasta (pomimo upadku koalicji rządowej). Po przejęciu Zakładów Żyrardowskich przez Boussaca nastąpił upadek przedsiębiorstwa. Spółka wykazywała fikcyjne straty, by uniknąć płacenia w Polsce podatków i wypłacania dywidend grupie polskich akcjonariuszy mniejszościowych. Zyski były wyprowadzane za granicę poprzez wymuszanie na przedsiębiorstwie zakupu surowców we Francji po zawyżonych cenach.

## Afera
Upadek zakładów pociągnął za sobą podupadnięcie miasta. Sprawę kryzysu w Żyrardowie nagłośniła prasa, głównie teksty Pawła Hulki-Laskowskiego.
Zasadnicze znaczenie miało zamordowanie w kwietniu 1932 roku dyrektora zakładów Gastona Koehler-Badina przez byłego ich pracownika, Juliana Blachowskiego. Zabójstwo, a następnie proces mordercy w październiku i listopadzie 1932 roku przyczyniły się do wielkiego nagłośnienia sprawy. Obrońcą Blachowskiego był wybitny adwokat Leon Berenson, znany z procesu brzeskiego. W grudniu 1934 roku aresztowany został zarząd przedsiębiorstwa. Sprawę wykorzystywała także antysanacyjna opozycja, która wskazywała na powiązania właściciela zakładów z piłsudczykowskim BBWR: członkiem ugrupowania był m.in. prezes zarządu Henryk Potocki, a senator Artur Dobiecki był zaangażowany w pomoc zakładom. Łączne straty w przedsiębiorstwie oszacowano na podstawie kontroli na 25 mln zł, co kilkakrotnie przekraczało wartość całego przedsiębiorstwa. W związku z wybuchem afery i wysuwanymi przez prasę oskarżeniami popełnił samobójstwo adwokat Aleksander Lednicki.

## Konsekwencje
Ostatecznie winnych afery nie ustalono, gdyż nie doszło do procesu sądowego. Początkowe aresztowanie dyrekcji zakładów, w tym obywateli francuskich, wywołało jednak konflikt dyplomatyczny z Francją i doprowadziło do oziębienia stosunków dwustronnych. Za reakcję francuską uznawane jest m.in. zmniejszenie kwoty pożyczki na dozbrojenie polskiej armii. Dopiero w 1936 roku rządy obu państw wynegocjowały porozumienie w sprawie zakładów żyrardowskich. Polski rząd wykupił wówczas akcje fabryki z formalnym pośrednictwem Państwowego Banku Rolnego.